# 遵化板栗酒
遵化板栗酒是河北遵化出产的一种白酒，源于康熙末年当地人高庆城所酿之酒；高庆城之子高振业继承父业，并尝试用当地盛产的板栗酿酒，历经七年事成。2004年，板栗酒第七代传人高永海成立私企，依祖传秘方恢复生产了板栗酒，四年后改制扩大生产迄今。遵化板栗酒乃以板栗为主料，经入选市级非物质文化遗产的传统工艺酿制而成。